# Aurelio Vidmar
Aurelio Vidmar (* 3. Februar 1967 in Adelaide, Australien) ist ehemaliger Fußballspieler (zuletzt 2004 bei Adelaide United) und Fußballtrainer (zuletzt 2022 bei Bangkok United).

## Karriere
Vidmar begann seine Karriere in seiner Heimat bei Adelaide City, bevor er 1991 nach Europa wechselte. Seine erste Station war der belgische Verein KV Kortrijk. Dort überzeugte er und wechselte zum Zweitligisten KSV Waregem. Nach dessen Abstieg 1994 wechselte der zu Ozeaniens Fußballer des Jahres gekürte Spieler zu Standard Lüttich, wo er mit 22 Treffern Torschützenkönig wurde.
1995 versuchte sich Vidmar kurzzeitig bei Feyenoord Rotterdam, wechselte dann aber zum FC Sion. In der Sommerpause 1996 wechselte er nach Spanien zu CD Teneriffa, wo er aber in zwei Jahren nur zu 25 Einsätzen kam. Daraufhin verließ er Europa und wechselte zu Sanfrecce Hiroshima nach Japan. Nach zwei Spielzeiten kehrte er 1999 zu seinem Heimatverein Adelaide City zurück, wo er vier Jahre spielte. Ab 2003 ließ er seine Karriere bei Adelaide United ausklingen, wo er nach seinem Karriereende im Jahre 2005 Assistenztrainer wurde und dies auch im Jahr 2006 blieb. Von Jahresbeginn 2007 bis 2010 war er Cheftrainer des Vereins. Später war er von 2010 bis 2016 Co-Trainer der australischen Nationalmannschaft sowie im gleichen Zeitraum Cheftrainer der U-23-Nationalmannschaft Australiens. Nebenbei betreute er im Jahr 2012 kurzzeitig die australische U-20-Nationalmannschaft und war ebenso kurzzeitig Interimstrainer des A-Nationalteams. Von 2016 bis 2017 trainierte er den thailändischen Erstligisten FC Bangkok Glass. Den singapurischen Erstligisten Lion City Sailors trainierte er von Januar 2020 bis April 2021. Der Verein spielte in der ersten singapurischen Liga, der Singapore Premier League. Im Mai 2021 kehrte er zu seinem ehemaligen Verein, dem heutigen BG Pathum United FC, nach Thailand zurück. Am 1. September 2021 gewann er mit BG den Thailand Champions Cup. Das Spiel gegen den FA-Cup-Gewinner Chiangrai United im 700th Anniversary Stadium in Chiangmai gewann man mit 1:0. Mitte November 2021 wurde er sein Vertrag beim amtierenden Meister aufgelöst. Im März 2022 übernahm er das Traineramt beim thailändischen Erstligisten Bangkok United. Hier trat er die Nachfolge von Totchtawan Sripan an, der das Amt des technischen Direktors übernahm. Doch schon am Ende des Jahres wurde sein Vertrag am 28. Dezember 2022 wieder aufgelöst.

### Nationalmannschaft
Vidmar lief insgesamt 53 Mal für Australien auf und erzielte dabei 18 Tore. Er stand 1993, 1997 und 2001 jeweils bei den für seine Landesauswahl enttäuschenden Entscheidungsspielen zur Weltmeisterschaftsqualifikation auf dem Platz und war zeitweilig Mannschaftskapitän der Auswahl. Nachdem durch eine 0:3-Niederlage 2001 gegen Uruguay die Qualifikation für die Weltmeisterschaft 2002 verpasst wurde, erklärte er seinen Rücktritt.

## Erfolge

### Trainer
BG Pathum United FC
- Thailand Champions Cup: 2021

## Sonstiges
Sein jüngerer Bruder Tony Vidmar ist ebenfalls Profifußballspieler. Die Familie ist slowenischer Abstammung.